# C/2011 C1 (Макнота)
C/2011 C1 (Макнота) — одна з довгоперіодичних комет. Комета була відкрита 10 лютого 2011 року Робертом Макнотом, коли мала зоряну величину 17,0m.